# حزب الديمقراطية والتقدم (مالي)
حزب الديمقراطية والتقدم (بالفرنسية: Parti pour la Démocratie et le Progrès)‏ هو حزب سياسي في مالي بقيادة مادي كوناتي.

## التاريخ
تأسس الحزب عام 1991،  وتم تسجيله رسميًا في 25 أبريل من ذات العام. حصل الحزب على 5.1٪ من الأصوات في الانتخابات البرلمانية في فبراير 1992 وفاز بمقعدين. في الانتخابات الرئاسية في أبريل 1992، رشح الحزب إدريسا تراوري. احتل تراوري المركز الخامس من بين تسعة مرشحين بنسبة 7.1٪ من الأصوات. وشهدت الانتخابات المحلية في العام نفسه فوز الحزب بأربعين مقعدًا من أصل 751 مقعدًا في جميع أنحاء البلاد.
كان تراوري مرشح الحزب مرة أخرى في الانتخابات الرئاسية عام 1997، لكن نصيبه من الأصوات انخفض إلى 1.2٪. احتفظ الحزب بمقعديه في الانتخابات البرلمانية، متحالفًا مع التحالف الديمقراطي. في الانتخابات المحلية التي أجريت في 1998-1999، فاز الحزب بـ 96 مقعدًا من أصل 10,545 مقعدًا. شهدت الانتخابات الرئاسية لعام 2002 قيام الحزب بترشيح مادي كوناتي، لكنه حصل على 0.7٪ فقط من الأصوات.
لم يخوض الحزب انتخابات 2013 البرلمانية.